# IC 199
IC 199 (також позначається як IC 1778) — галактика типу Sab (компактна витягнута галактика) у сузір'ї Риби.
Цей об'єкт міститься в оригінальній редакції індексного каталогу.